# آرناسکو
آرناسکو (به ایتالیایی: Arnasco) یک کومونه در ایتالیا است که در استان ساونا واقع شده‌است.

## خصوصیات
آرناسکو ۶٫۰ کیلومترمربع مساحت و ۵۷۶ نفر جمعیت دارد.

## خواهرخوانده
شهر برادینگ خواهرخواندهٔ آرناسکو هست.